# Une seule vie
Singles de Gérald de Palmas
J'en rêve encore
(2000) Tomber
(2001)
Pistes de Marcher dans le sable
J'en rêve encore
Une seule vie est le deuxième single du troisième album de Gérald de Palmas, Marcher dans le sable, sorti le 6 novembre 2000.

## Liste des pistes
Toutes les chansons sont écrites et composées par Gérald de Palmas.
| No | Titre                                 | Durée |
| -- | ------------------------------------- | ----- |
| 1. | Une seule vie (Marcher dans le sable) | 3:03  |
| 2. | Je te pardonne                        | 3:03  |

## Classement
| Pays                 | Charts      | Meilleure position |
| -------------------- | ----------- | ------------------ |
| Belgique francophone | Ultratop 40 | 2                  |
| France               | SNEP        | 30                 |